# کاتالیزور گروبز
کاتالیزور گروبز (به انگلیسی: Grubbs' catalyst) یک ترکیب شیمیایی است. شکل ظاهری این ترکیب، جامد بنفش است.